# Poljanica Bistranska
 Poljanica Bistranska  falu Horvátországban Zágráb megyében. Közigazgatásilag Bistra községhez tartozik.

## Fekvése
Zágrábtól 13 km-re északnyugatra, községközpontjától 3 km-re délkeletre a Medvednica-hegység nyugati lábánál fekszik.

## Története
Bistra neve 1209-ben bukkan fel először írott forrásban II. András király oklevelében, melyben Bistrán kívül a Poljanica birtokot és a Szent Miklós plébániát is megemlíti. A mai plébániatemplomot 1631-ben építették.
A falunak 1857-ben 431, 1910-ben 1062 lakosa volt. Trianon előtt Zágráb vármegye Zágrábi járásához tartozott. 2011-ben 1253 lakosa volt. 

## Lakosság
| Lakosság változása | Lakosság változása | Lakosság változása | Lakosság változása | Lakosság változása | Lakosság változása | Lakosság változása | Lakosság változása | Lakosság változása | Lakosság változása | Lakosság változása | Lakosság változása | Lakosság változása | Lakosság változása | Lakosság változása | Lakosság változása |
| ------------------ | ------------------ | ------------------ | ------------------ | ------------------ | ------------------ | ------------------ | ------------------ | ------------------ | ------------------ | ------------------ | ------------------ | ------------------ | ------------------ | ------------------ | ------------------ |
| 1857               | 1869               | 1880               | 1890               | 1900               | 1910               | 1921               | 1931               | 1948               | 1953               | 1961               | 1971               | 1981               | 1991               | 2001               | 2011               |
| 431                | 639                | 678                | 704                | 894                | 1062               | 1004               | 1110               | 1070               | 998                | 979                | 960                | 1011               | 1067               | 1099               | 1253               |

## Nevezetességei
- Szent Miklós tiszteletére szentelt plébániatemploma[4] 1631-ben épült barokk stílusban. A többszöri átépítés ellenére is megőrizte eredeti  kora barokk külsejét. Berendezése a 17. és a 19. században készült. Szent Miklósna szentelt főoltára 19. századi neogótikus. A Boldogságos Szűzanya és Szent Antal tiszteletére szentelt mellékoltárai a 17. században készültek. Kőből faragott keresztelőmedencéje kora művészetének egyik nagyon értékes példája.

- A templom mellett találhatók Lubenik középkori nemzetségi várának csekély maradványai.

- A régi iskola épülete[5] a település magasabban fekvő szélén, egy hosszúkás telken helyezkedik el, amelyen egy kúttal rendelkező gyümölcsös került kialakításra. Az 1877/78-ban épített, egyemeletes, négyszögletes alaprajzú, központi udvari rizalittal rendelkező épület cserepekkel borított nyeregtetős. Kőből és téglából van építve és vakolva. Az északi részen egy porosz boltozatú pincét alakítottak ki, míg az épület többi része fagerendás mennyezetű, félemeletes. A tantermek egy központi lépcsőház köré vannak kialakítva, amelyet az épület hosszanti tengelye mentén létesítettek. Az egykori, mára befalazott főbejárat fölött megmaradt a „Pučka škola” felirat.